# Toplandung
Eine Toplandung ist im Gleitschirm- und Hängegleitersport eine Landung auf einer Anhöhe, von der aus gestartet werden kann. In der Regel meint man mit dem Begriff eine Landung in der unmittelbaren Nähe des zuvor erfolgten Hangstarts.
Gleitschirme und Hängegleiter verfügen in der Regel über keinen eigenen Antrieb. Deswegen ist in ruhiger Luft der Gleitflug zwangsläufig mit Höhenverlust verbunden. Der Pilot kann daher nur dann eine Toplandung versuchen, wenn es ihm gelingt, durch thermische oder dynamische Aufwinde genügend Höhe zu gewinnen. Toplandungen sind in vielen Fluggebieten anspruchsvoller als Landungen im Tal: Dies liegt zum einen an den oft kleineren und unebeneren Flächen und zum anderen an turbulenten Luftströmungen, die den Anflug erschweren. Außerdem können gleichzeitig startende bzw. wartende Piloten die Toplandung behindern.
Manche Startplätze sind nur schwer zu erreichen: Zu Fuß oder nur mit dem eigenen Fahrzeug, das dann nach dem Start am Startplatz zurückbleibt. Andere Fluggelände verfügen gar nicht über einen Landeplatz im Tal, z. B. an Steilküsten. In diesen Fällen empfiehlt sich eine Toplandung. Oft wird aber auch nur zum Spaß oder aus sportlichem Ehrgeiz topgelandet.
Eine Toplandung, die nahtlos in einen Start übergeht, ohne dass der Pilot sein Fluggerät auf dem Boden absetzt, bezeichnet man auch als Touch-and-Go.